# 妖怪アパートの幽雅な日常
『妖怪アパートの幽雅な日常』（ようかいアパートのゆうがなにちじょう）は、香月日輪によるヤングアダルト小説作品。全10巻で講談社YA!ENTERTAINMENTから刊行されている。2004年、第51回産経児童出版文化賞フジテレビ賞を受賞。略称は「妖アパ」。番外編として『妖怪アパートの幽雅な食卓 るり子さんのお料理日記』『妖怪アパートの幽雅な人々 妖アパミニガイド』および『妖怪アパートの幽雅な日常 ラスベガス外伝』がある。2008年からは文庫版シリーズが刊行されている。深山和香によってコミカライズされ、『月刊少年シリウス』（講談社）2011年5月号に予告が乗り同年7月号より2021年10月号まで連載された。同誌2022年2月号から番外編が連載された。2022年2月号から同年6月号までは夕士と古本屋を描いたペルー編、2022年9月号から2023年4月号までラスベガス編、2023年7月号から2024年5月号までイギリス編となっている。その後、新章が同誌2024年8月号より連載されている。
深山和香は講談社文庫の期間限定の特大帯（実質2枚目のカバー）も手がけている。2018年10月時点でシリーズ累計発行部数は580万部を突破している。
世界観は香月曰く『地獄堂霊界通信』とリンクしているという。本作の舞台と地理的に近いらしく、上院町・イラズの森・森住神社などの名称が度々登場する。

## あらすじ
稲葉夕士は中学一年生の時に両親を交通事故で亡くしてから身を寄せていた伯父夫婦の下を離れ、学生寮つきの高校に進学する。ところが、入居予定の寮舎が火事で全焼したため、行き場をなくしてしまう。夕士は、不思議な声に誘われて訪れた不動産屋で、格安のアパート寿荘（ことぶきそう）を紹介され、入居する。そのアパートは霊能力者や古物商など癖の強い人間たちに混ざって妖怪・幽霊の類いが暮らす、妖怪アパートだった。夕士は当初戸惑っていたものの、住人たちとふれあううち、居心地の良さを感じるようになる。学生寮が再建され、夕士はアパートを出て引っ越しするが、他人行儀な寮生同士の関係などに違和感を覚え、考えた末に妖怪アパートへ舞い戻る。再びはじまったアパート生活で、夕士はひょんなことから魔道書「小（プチ）ヒエロゾイコン」の持ち主となり、様々な出来事に出会う。

## 登場キャラクター
声はテレビアニメ版 / 演は舞台版のキャスト。

### 妖怪アパート（寿荘）の住人

#### 主要人物
稲葉 夕士（いなば ゆうし）
声 - 阿部敦（幼少期 - 泊明日菜） / 演 - 前山剛久
本作の主人公。語り手（本作は彼による一人称形式）。
中学1年のときに両親を交通事故で亡くし、中学校3年間は伯父の家で過ごしたが、伯父一家とはあまり折り合いがよくなく、高校進学を機に学生寮で一人暮らしを決断。ところが、学生寮が火事で全焼してしまい、「前田不動産」で格安アパート「寿荘」を借りるが、それが「妖怪アパート」だった。アパートでは202号室に住んでいる。一度「普通の世界に戻る」という理由でアパートを去ったが、「普通とは何か」をよく考えた末に半年後に再び戻ってくる。
当初はアパートの住人たちによって常識を破壊され続けていたが、時が経つにつれてさまざまなことを吸収してゆく。また本人の素直さや苦労したことから経験の豊富な大人達の言葉を素直に受け入れることができる素地を持っておりバイト先、学校の友人などからの言葉も受け入れることができる。成長するようになって大局的に見据える力も持つように成長していく。本人も高校卒業後は公務員か県職員になるつもりだったが、のちに大学進学を決意する。
普段はツッコミ担当だが、時折セクハラとも受け取れる発言をすることがあり、周囲からつっこまれることがある。「青春したい」と漏らしているが、中学生時代は長谷に「紹介してくれ」と言う女子がいたり、高校時代も仲のいい女子が複数いたりと自覚せずに青春している。
縁あって小（プチ）ヒエロゾイコンのマスターとなる。が、あまりにも使えないため余程のことがないと使わないよう自制している。秋音から魔道書の本質を知り、少しでも扱えるように特訓を始める。秋音には「トランス状態に入りやすいため練習の際は誰かいないとだめ」だと注意される。実際にアパートに住むようになってからは霊能力の素質が開花し始め、クラスメイトの田代貴子の危機を救っている。特訓の甲斐もありプチも多少は扱えるようになった。
完結編では、古本屋と一緒に海外旅行をした後、世界的に有名な小説家になる。また、作中ラストで封じられた状態になっていたプチそのものの力も旅行中に回復した。
長谷 泉貴（はせ みずき）
声 - 中村悠一 / 演 - 小松準弥
本作のもう一人の主人公。夕士の唯一無二の友人。中学を卒業するとき、別れの挨拶として夕士と殴り合いをした。
容姿端麗、頭脳明晰（夕士曰く「よくて東大、悪くても東大」らしい）で、進学先でも生徒会の一員たる優等生として知られるが、いつの日にか父・慶二が重役を務めている会社を乗っ取ろうと画策する野心家で、陰では地元の不良達を束ねて着々と準備を進めている。合気道が得意。怒らせてはいけないタイプで、キレると無双に入るらしく容赦がない。
一流のビジネスマンである父親から、さまざまなこと（酒、女、帝王学…など）を教え込まれている。週末や長期の休みにはバイクでアパートにやってくることも多く、そのたびにドンペリやキャビアといった高価な品々を持ちこみ、古本屋らとともに大宴会を開く。「必要な場所への根回しには金と手間を惜しむな」を主義としており住人からの評判も良い。特にクリに懐かれており、長谷自身もクリを溺愛している。高校卒業の後、東大へ進学する。
家族内では最も立場が下であるため、家族旅行の雑用や冷え切った関係にある本家への挨拶など、厄介事を押し付けられてばかりいる。妖怪アパートでの余暇はその憂さ晴らしでもある。
最終巻では、夕士や龍の協力で祖父・恭造の怨念と対峙する。社会に出てからは父親の跡を継ぐのではなく、仲間を集めて会社を興し、社長に納まっている。また、高校卒業直後から妖怪アパートの201号室を（本宅であるマンションとは別に）確保していた模様。

#### 人間
久賀 秋音（くが あきね） / 鈴木 まゆこ（すずき まゆこ）
声 - 沢城みゆき / 演 - 中村裕香里
本作のヒロイン。204号室。鷹ノ台の高校に通う女子高生。昼間は高校に通い、夜は人間・妖怪両方を診る「月野木病院」で丁稚奉公として働く、除霊師の卵。
両親共に霊感を持つ家系で、小学生の時に「久賀流心錬術」という精神修行道場の門下生になり、裏で霊能力者の修行を積む。「久賀秋音」は小学6年生の時に才能を認められた際に貰った名であり、本名は「鈴木 まゆこ」。夕士が「プチ」の主となったことから、彼の霊力トレーニングを手助けする。
精力的で夕士の特訓に付き合った後にバイトに向かう姿を見て「かっこいい」と言わしめるほど、かなりパワフルな性格。明るく朗らかだが、時折長谷のようなシビアさを見せることもある。ストーカーの幽霊（死んだ後も女性に付きまとっていた）が自分の後をついてきた時、「禁!」と唱え、撃退したことがある。
かなりの大食いで、毎回その大食漢っぷりを披露している。
後にプロの除霊師を目指して四国へ修行に行くためにアパートを去った。その修行後は介護福祉士となって月野木病院で勤務している。
一色 黎明（いっしき れいめい）
声 - 石田彰 / 演 - 谷佳樹
102号室。有名な詩人で童話作家。夕士曰く「子供のラクガキのような顔」。性別は男性だが、一人称は「アタシ」。甚平姿と箒が定番。
機械に強く自室は最新のAV機器やパソコンで埋め尽くされていて、デジカメで撮った写真などを加工してもいるらしい。
収入源もいつ仕事をしているのかも分からない（締切直前には、別人のような怖い形相を見せることもある）人だが、その耽美でグロテスクな作風と文体から一部に偏執狂的なファンを持ち、熱狂的なファンの1人に刺されそうになったことがある。
クリとシロの名付け親。夕士の緊急時には、彼が忘れがちな伯父宅への連絡を代わりにしてくれもする。
『僕とおじいちゃんと魔法の塔』に登場する美術商「黎明苑」の社長・一色 清弥とは従兄弟同士らしい。
深瀬 明（ふかせ あきら）
声 - 中井和哉 / 演 - 佐々木崇
103号室。外見は暴走族の頭（ヘッド）にしか見えない、流離のヤンキー画家。若く見えるが登場時点で自称48歳（漫画版）。国内より海外で人気が高い。
相当な場数を潜っていることを窺わせるほど喧嘩が強く、本人も好戦的。性格は頼れる兄貴分といった感じだが、第3巻では「救えないものは、救えない」と切り捨てるリアリストな一面を覗かせた。
パフォーマンスとしてたまに個展で暴れるらしく、事実それを楽しみにするファンもいる。愛犬「シガー」は狼の血が混じった大型犬で、アラスカを旅行していた時に譲られたらしい（当時は子犬だった）。最終巻以降はアラスカに永住。
龍（りゅう）
声 - 森川智之 / 演 - 佐伯亮
203号室（本宅は別に持っている模様）。長身痩躯で長髪、黒ずくめの美男子という出で立ちだが、年齢不詳。「龍さん」と呼ばれる。
かなりの力を持った霊能力者で、彼がアパートにやってくると妖怪たちも襟を正すような存在感の持ち主。秋音にとっての憧れの君。普段は温厚だが、自分の力で困難を乗り越えようとしない人間には力を貸さないという、厳しい面も持つ。幽霊は幽霊と割り切ったところがあり、まり子が男湯に来ても動じないらしい。
ふらりとどこかへ出かけており、霊能力者ということで犯罪捜査に協力している。大半が所謂「X-FILE」的なことであちこちに手を貸しているらしい。古本屋曰く、ヤクザな商売らしく、危ない宗教団体の壊滅などの手伝いで刀傷が残っていることから相当の修羅場を潜っていることが窺える。
『地獄堂霊界通信』に登場する藤門 蒼龍と同一人物説あり。
古本屋
声 - 杉田智和
外観30歳前後の青年、肩までの長髪で丸眼鏡をかけている。
妖怪アパートの住人だが、普段は世界各地を歩き回っている。時折妖怪アパートに帰ってご飯を食べ、「日本人でよかった」と絶叫する。骨董屋と同じく怪しいものを扱っているらしく、一度ヴァチカンの「奇跡狩り」に連行されたことがある。
希少本や依頼があれば世界各地へ行くらしく、初登場時で1年振り（夕士が入る以前）で帰って来たと住人達は語っている。旅行トランクに本を大量に詰め込んでおり、骨董屋と同じく怪しげな本が多い。小（プチ）ヒエロゾイコンも紛れており、縁あって夕士の元に渡った。依頼された本も様々でいわく憑きも扱う。そういった本に対処するため魔道書『七賢人の書』を所持しており、夕士にとっては魔道書使いとしての先輩。
『下町不思議町物語』にも登場する。
骨董屋
声 - 速水奨 / 演 - 細見大輔
怪しげな商品を売る商人。オールバックで薄い口髭、夏でも黒いコートを纏い、左目には幅の広い眼帯。
白人らしい顔立ちで欧州風の服装だが自称「東洋生まれ東洋育ち」。いつも大きな荷物を背負い、編み笠をかぶった従者（彼らもオートマタともホムンクルスとも言われ得体が知れない）を5人ほど従え、次元を超えて品を求め旅をしている。怪しいものも扱っているらしくヴァチカンの「奇跡狩り」から追い回されている。
前田
声 - 青山穣
焼けた学生寮に代わる物件が見つからずにいた夕士がふと入った「前田不動産」の店主。小太りで白髪の中年男性、丸眼鏡をかけている。
夕士に格安物件として寿荘を紹介し、自分が物置に使っていた202号室の鍵を譲る。家財等は殆どそのままで、夕士に自由に使うことを許可している。

#### 妖怪
大家
妖怪アパートの大家。207号室。黒坊主。
巨大なタマゴのようなずんぐりとしたつるつるの身体に小さな目だけ付いていて（漫画版ではペンギンをデフォルメしたような顔にカエルのような手足）、和服を着ている。「大福帳」と書かれた大きな帳面（部屋代の帳簿）を持っている。夕士が家賃を滞納して居留守を使ったときには、体を不定形化してドア下の隙間から強引に中に入ろうとした。
時空の穴を開けることができ、アパートの地下にある温泉に滝場を造ったり雪原への穴を開けたりしたこともあった（漫画やアニメではこれをやるとかなり消耗するらしく、作業直後は真っ白になってひっくり返っていた。温泉に浸かると黒に戻った）。
佐藤
声 - 遊佐浩二 / 演 - 相川春樹
208号室。人間に憧れ、「佐藤幸司」という名前で様々な会社を転々としながら働いている妖怪。
一つの会社を勤め上げた後、若干容姿を変えて別の会社に再就職している。現在はソワール化粧品という（現実の資生堂辺りに匹敵する）大手会社で課長を勤めている。働いている間は妻子がいることにしている。いつか寿命が近づいたら本当に所帯を持って人間のように老いて行きたいと語っている。
外伝最終話ではアパレルメーカーに入社。夕士の元同級生・桜庭の5年後輩となる（部署が違うので接点はない）。
山田
声 - 桜井敏治
209号室。庭いじりが趣味の妖怪。丸っこい身体でいつもちょっと困ったような顔をしている。

#### 幽霊
クリ
声 - 釘宮理恵 / 演 - 荒井悠・猪股怜生（※ダブルキャスト）
母親（声 - 葉山いくみ）に虐待されて死んだ男の子の霊。
生まれてからも出生届が出されず名前すらも付けて貰えなかったため、「目がクリクリしているから」という理由で黎明に「クリ」と名付けられた。虐待の後遺症で喋ることや笑うことが出来ない。
母親の妄執に縛られているために成仏できないでいたが、最終巻にて遂に妄執が消え、龍の計らいで彼の知り合いの子に生まれ変わる。
シロ
声 - 田村睦心
犬の幽霊。牝。
生前は虐待されていたクリにどこからか食べ物を持ってきて与えるなど、積極的にクリの世話をしていた。クリを殺した母親を噛み殺した直後駆けつけた隣人に殺され、死後もいつもクリと一緒にいる。死んでもなおクリに執着する母親から彼を守るため大神の聖域に駆け込んだが、茜と出会い妖怪アパートへと行くこととなった。
最終巻ではクリと共に龍の知り合いの子供（双子の兄弟）に生まれ変わる。
まり子
声 - 三石琴乃
アパートの部屋は101号室。妖怪託児所「鶴亀園」で働く幽霊。
美人でスタイルがよく、そのプロポーションは夕士曰く「ボン・キュ・ボン」。だが女というものを捨てていて、現在はまるっきり中身は親父。「女湯より広いから」という理由で、男湯に平気で裸で入ってくる。
生前は成金の家の娘で、自らを甘やかす両親の下、我儘放題で極度の遊び人に育った。大人になってからは幾人もの男と付き合い堕胎を繰り返してきたが、ある時心底惚れた男性と出会い、彼との結婚を決意する。しかし、堕胎を繰り返してきたことで身体に負担がかかっていたため、出産の際に胎児もろとも死去。享年21。それ以来「母親」というものに強い憧れを抱いている。
るり子
妖怪アパートの賄い。
生前はホステスで、いつか小料理屋を開くのが夢だった。「るり子」は当時の源氏名で本名不明。つきまとっていた客に殺され遺体をバラバラにされたため、手首だけの姿で幽霊となる。相手の言葉は聞こえるが、話をする時は筆談である（メールもできる）。
彼女が作る料理は絶品で、夕士の一部のクラスメートからも絶賛されている（もちろん、作ったのがどんなヒトかは知らない）。和洋を問わず、様々な料理を作ることができ、住人たちにも好評である。それぞれ季節の食材を使った料理を提供している。
鈴木
声 - 八百屋杏
アパートを掃除してくれている小柄なおばさん。あかなめの眷属らしい。
華子
声 - 釘宮理恵
玄関で「いってらっしゃい」と「おかえりなさい」を言うだけの幽霊。ある程度の霊感がないと、その姿は見えない。
季節によって着ている着物の柄が変わる。そのセンスは抜群。
貞子（仮）
髪が腰まである女の幽霊。
風呂やトイレなど水周りが好きで、その辺りによく出没する。「貞子」は夕士が勝手に付けた呼び名。特に害はないが、不意に現れるので、長谷がひどくビビっていた。
なっこ
外伝最終話で夕士が拾った仔猫の幽霊（夕士はフールに指摘されるまで生きた猫だと思っていた）、キジトラの牝。
転生していったクリとシロの位置付けを引き継ぐ形になる。

### 夕士の親族
博（ひろし）
声 - 小西克幸 / 演 - 石井英明（※端役と兼務）
夕士の伯父。
両親を失った夕士を中学卒業まで引き取っていた。大して遺産のない家庭だった夕士をわざわざ引き取ってくれた人格者であるが、それが故に夕士としては負い目に感じており彼の自立心を養うことになった。
夕士が大学進学への進路変更を検討した際も、あいつ（夕士の父）ならそうしただろうと「浪人まではさせられないが助力は惜しまない」と後押しした。
恵子（けいこ）
声 - 藤井美代子 / 演 - 馬渡亜樹（※端役と兼務）
博の妻（夕士の伯母）。
博同様に夕士のことを快く迎えており、寮が全焼した際には夕士に自宅から通うことを笑顔で提案した。夕士に関する緊急連絡を黎明から受けると、一目散に駆けつけて来る。
恵理子（えりこ）
声 - 高橋美衣 / 演 - 永田紗茅（※端役と兼務）
博と恵子の娘（夕士の従姉、1歳上）。
夕士が家に引き取られた当時、自身が受験を控え神経質になっていたこともあって最後まで反発し、一日でも早く家から追い出そうと毎日いびり続けるなど、夕士を邪魔者として嫌った。ただし彼がアパートに移った後、そのことを反省していると伝え謝罪し和解する。

### 長谷家
長谷 慶二（はせ けいじ）
声 - 大川透
泉貴の父。
父・恭造のやり方を嫌って家を飛び出し（後に相続も放棄）、身一つで一流のビジネスマンにのし上がった。会社のナンバー2だが、唯一社長を呼び捨てできる立場。恭造の子供の中で最も帝王の器を受け継いでいるが、表立って頂点に君臨するより裏から「暗躍」する方を好む。夕士にも何かと目をかけてくれている。
『全裸男と柴犬男』にも登場し、主要人物をクラブでの飲みへ誘ったり、『魔法の塔』に登場する黎明苑の社長・一色清弥と商談していたりもする。
長谷 瑞羽（はせ みずは）
声 - 大原さやか
泉貴の母。大物政治家の娘。
夕士曰く「ふわっと柔らかくとても可愛いが、実は図太く行動力がある」らしい。
長谷 汀（はせ みぎわ）
声 - 能登麻美子
泉貴の姉。目元が弟・泉貴や父・慶二とそっくり。
弟にも引けを取らない美女で、弟には合気道でも負けたことがない。父の秘書である結城一馬に片想い中（泉貴談）。
最終巻で、祖父・恭造の怨念により危篤状態に陥る。
長谷 恭造（はせ きょうぞう）
泉貴の父方の祖父。生年や本名は不明（親族ですら知らない）。
幼少時にある場所で霊的な“力”を取り込み（当人は霊的なものは信じなかったが）、以来手段を選ばずに財力・権力を取り込み仙台を中心に財閥を築く。その犠牲になった者は数知れないという（龍の霊視によれば、最初の犠牲者は恭造を虐待していた親らしい）。「鬼（おに）恭造」という通称があり、その通称が示す通り血族にも冷徹で、一度でも自分に逆らった者を絶対に許さない。後継者の叡仁ですら財閥の部品でしかなく、次男・慶二の一家に至っては自分に逆らったことを理由に本家の母屋にも上がらせなかった。一方で、子供（嫡出・非嫡出を合わせて5名）の中で最も帝王の器であった慶二を手許に置けなかったことに未練を持ってもいる。
最終巻で死去するが、その力への執念と“力”が恐ろしい事態を引き起こす。
長谷 叡仁（はせ あきひと）
泉貴の父方の伯父。
恭造の長男で後継者だが、父や弟・慶二に比べて凡庸。若いころは兄弟の中で特別扱いだったことを鼻にかけていたが、今では限界が見え父の期待に応えられなくなり、慶二に愚痴をこぼしている。
結城 一馬（ゆうき かずま）
長谷慶二の第一秘書兼ボディーガードで、汀の想い人。背が高く、ウルフカットに切れ長の目をした男性。
壮絶な過去を持っており、チンピラ3人を一瞬で片づけるほど武力に長ける。慶二と会うまでサラリーマンをしたことがなかったにも関わらず、ビジネスの勉強をさせると1週間で完璧にこなすようになったという有能すぎる人物。

### 条東商業高校

#### 生徒
田代 貴子（たしろ たかこ）
声 - 奥谷楓
夕士のクラスメイト。夕士が「姦し娘」と呼ぶ3人組の1人。垣内、桜庭からは「タァコ」と呼ばれる。
入学したてのころはそれほど仲良くもなかったが、交通事故に遭い重傷を負った彼女を夕士がヒーリングで助けたことがきっかけか、何かと接点が生まれる。女子のわりにサバサバしていて付き合いやすい性格。夕士と同じ英会話クラブ所属。BLまがいのことが好きで、夕士と千晶のことをダーリン、ハニーと命名したのも彼女。千晶の熱烈なファンで、学内のイベントで千晶が歌を歌ったりする際には、その様子をぬかりなくDVDに収める。
かなりの情報通で、千晶の情報でさえやすやすと入手してしまうその手腕には周囲も驚かされる。三年生に進級した際に生徒会副会長になった。高校卒業後は、情報収集力を活かして企業コンサルタントとなり、長谷の会社を顧客に持つ。
垣内 由衣（かきうち ゆい）
声 - 葉山いくみ
夕士のクラスメイト。夕士が「姦し娘」と呼ぶ3人組の1人。3人の中では比較的短気で、怒りっぽい。田代や桜庭からは「ウッチー」と呼ばれる。
卒業後は旅行会社に就職するが、客先の社長に見初められ、3人の中では一番早く結婚・出産した。
桜庭 桜子（さくらば さくらこ）
声 - 大和田仁美
夕士のクラスメイト。夕士が「姦し娘」と呼ぶ3人組の1人。田代や垣内からは「桜」と呼ばれる。スタイルの良い巨乳（文庫版の人物紹介によるとバスト90センチメートル前後）。
3人の中では一番おっとりしているが、第5巻で千晶の生徒に対する喝の真意を見抜き、千晶に対して憤慨するクラスメートを諭した。
卒業後はアパレル会社に勤める。
神谷 瑠衣（かみや るい）
声 - 芳野由奈
夕士たちの先輩。才色兼備の生徒会長。
キックボクシングが得意で、裏で「兄貴」と呼ばれ、学内では絶大な権力を持つ。夕士いわく「アンジェリーナ・ジョリー似の美人」。早くに父親を亡くすが、それを感じさせないほどの天才。大胆な一面もある。
千晶に好意を持ち、彼が関わる会員制クラブのオーナー・神代正宗に引き合わされた際、その才能を買われ、未来の運営メンバー候補となった。
竹中（たけなか）
声 - 渋川チワワ / 演 - 室井響（※端役と兼務）
夕士のクラスメイト。普段はフランクな性格だが、本性は性悪な不良少年で、不登校や飲酒を平気で行う。
入学当初から夕士に目をつけ、不良仲間を率いて寿荘に訪れ、傍若無人に振る舞ったため夕士の逆鱗に触れ乱闘、不良仲間と共に夕士への私刑を行った際、黎明や妖怪たちに威圧され逃げようとした所を深瀬に叩きのめされた。その後は夕士を遠ざけるようになりやがて退学、覚醒剤の取引に関わって逮捕された。
アニメ第26話では酒屋で働いていて、更生しようとしている描写がある。
山本 小夏（やまもと こなつ）
声 - 釘宮理恵
夕士が所属する英会話クラブに入ってきた新入生、夕士たちの1年後輩。
周囲の人間を下に見ている節があり、対照的な田代とは入部早々にぶつかる。優秀な姉へのコンプレックスがおかしな方向に捻じ曲がっており、常に相手より優位に立とうとし自らの知識をひけらかそうとする部分がある。
転校前の学校ではそれが原因でクラスから孤立していた。しかし自分をまったく省みることはせず、むしろ図星や正論を突かれるとすぐ癇癪をおこすなどやっかいな性格に拍車をかけてしまっている。そしてついには文化祭目前で不満が爆発しクラブの人間に罵詈雑言を浴びせ退部。その後はその場で唯一自分の味方をし認めてくれた青木を慕う生徒の一人として落ち着いた。だがその状態は青木への依存あってこそだったのか、夕士たちの卒業後10年の間に行方不明になった。

#### 職員
千晶 直巳（ちあき なおみ）
声 - 関俊彦
簿記の教師。2年C組の担任として、休職した早坂敏三の後任でやってくる。
「どうして歌手にならなかったのか」と夕士に問われる程の天才的な歌唱力を持ち、そのルックスの良さゆえに女子生徒から絶大な人気を誇る。喫煙者。生まれつき血が薄く、貧血を起こすこともしばしば。3人兄弟の末っ子で、周囲から甘やかされて育ったせいか、夕士に「ホントに手がかかる」と言われるなど、子供っぽい一面がある。従兄弟の土方薫は上院中学の教師（『地獄堂』にも登場）で、クラブを外側からサポートしている。
教師になる前は、会員制クラブのオーナーをしていた。いろいろな事件をまるでドラマのように乗り越えるなど、かなりの苦労人と思われる。その後、交通事故で右腕を失い、教師を辞めてかつて運営メンバーだった会員制クラブで歌手デビューする。
青木 春香（あおき はるか）
声 - 折笠富美子
千晶と時を同じくして、三浦の後任として条東商にやってきた英語教師。聖書を愛読するクリスチャン。
男子が歓声を上げるほどの美人。そのうえ「ほぼ」平等な博愛精神を持つが相手のことをよく見ず、自分の「カテゴリー」にあてはめて行動してしまう。そのため「両親を亡くした不憫な子」と一方的に思われている夕士から何かと反感を買う。山本小夏の件でも英会話クラブ総出で山本をいじめていると最後まで勘違いしていた（他の部員たちは悪者扱いで不満たらたらだったが、話を聞かない青木と山本に関わり続けたくないので反論は諦めた）。逆にその精神に惹かれる女子生徒たちからは神のように（カルト教団と見まごうほど）絶対的な信頼を寄せられている。校内での喫煙や生徒との接し方をめぐり、千晶とはいさかいが絶えない。
当初は夕士を上記の理由で必要以上に構っていたが、自分の言葉に耳をまったく傾けないので最終的には相手にしなくなっていく。
三浦 勝正（みうら かつまさ）
声 - 加藤将之
夕士たちが2年生に進級した時点の英語教師で演劇部の副顧問。まだ20代後半だが老けて見え、仄暗い雰囲気。
教師として最初に赴任した女子校にて生徒たちと関係がこじれ、精神を病んで入院するまでに至った過去があり、その影響で女子生徒に対する憎悪が残っている。
演劇部倉庫の女性を呪う古い落書きに宿った邪念と波長が合ってとりつかれ、女子で一際目立つ田代の命を狙い始めた。落書きの邪念は秋音により田代に似せた式神人形を使って封印されたが、とりつかれる以前からの三浦自身の病んだ精神は治らず、遂には自暴自棄になって夕士を包丁で襲う。プチの力で難を逃れた夕士だが、最早自分がしてやれることは限界と感じ、学校を通じて通報し三浦は逮捕された（アニメでは逮捕の描写は削除、入院して休職した形を取っている）。
早坂 敏三（はやさか としぞう）
千晶の前の担任。持病の悪化のために休職した。田代からは「トシゾーちゃん」と呼ばれていた。

### 寿荘（妖怪アパート）に出入りする妖怪
茜（あかね）
声 - 斉藤貴美子
山の神「大神」に仕える霊獣の1匹。着物を纏った狼の獣人のような姿で、身長は170センチメートル以上。
母親に虐待され死んだクリと、クリの母親の怨霊からクリを守ろうとしたシロが、大神の聖域に駆け込んだ際にクリとシロに出会う。その当時自らの子供を亡くしたばかりだったため、既に母親の妄執に憑かれ聖域を汚した罪で消されてしまう筈だったクリとシロを見逃してくれるよう大神に嘆願し、彼等を聖域からより遠のかせることで我儘を許された。その後はクリの母親代わりとなり、彼女自身もクリを心底愛している。
クリの母親の怨霊がクリを狙って現れる時に限って妖怪アパートを訪れ、母親の怨霊を迎撃している。
又十郎（またじゅうろう）
声 - 麦人
熊野の山奥の「隠れ里」の住人で、一つ目の巨大な山男。
たまに妖怪アパートに山の幸を届けてくれる。人間の作る菓子が好物。
薬屋（くすりや）
昔の薬売りの行商風のいでたちで、へのへのもへじの面を被った妖怪。
行李の中には、怪しげな生薬から近代的な絆創膏まで様々な薬や医療品を揃えている。
桔梗（ききょう）
佐藤さんの知人の妖怪。
外見は完全に猫娘だが、長く生きている妖怪で、秋音の代わりに夕士の修行のトレーナーを務めた。
黒いアイツ
声 - 佐々健太
漫画版のマスコット的存在。
大人が一掴みできる大きさの綿みたいな黒い塊に、細い手足と大家に似た目鼻が付いた小妖怪。
烏
声 - 杉田智和、子安武人、森川智之
おしゃべりな3羽の青く丸っこい鳥。

### 小ヒエロゾイコンの妖魔・精霊
小（プチ）ヒエロゾイコンに封じ込まれている妖魔や精霊達。大アルカナになぞらえたタイトルと番号が付けられている。
フール
声 - 子安武人
番号0、タイトルは愚者（フール）。小ヒエロゾイコンの案内人。
身長15センチメートル前後の道化師の姿（漫画版では上半身が鳥のような装い）で、22組の妖魔・精霊で唯一主人の命令なく本を出入りできる。動作がいちいち大袈裟で、言動がインチキくさい。
ジン
声 - 佐々健太
番号I、タイトルは魔術師。万能だが、非力な（スタミナが乏しい）精霊。アラブ風の筋肉質でハゲ頭な中年男性の姿。
登場当初は夕士の「金」という願いに対し500円を出して力を使い切ったが、第5巻では夕士の命令により彼の部屋から霊薬アムリタ（一滴だけ入ったビン）を取り寄せ、千晶の命を救う活躍をした。
ジルフェ
番号II、タイトルは女教皇。風の精霊。
当初の力は机上の物を吹き飛ばす程度（漫画版では窓も割っている）だったが、プチ復活直後には滝から落ちたゴムボートを軟着水させた。
メロア
番号III、タイトルは女皇。水の精霊（漫画版では女性的な眼が付いた水の塊）。
当初の力は小さな水溜りを作る程度だが、長谷の機転でイタカの雷を強める活躍をした。
アニメ25話では文化祭の千晶のステージにて、雨を演出した。
プーカ
番号・タイトルは不明。
サキュバスで、フール曰く「薔薇色の夢を見せる」とのことだが、夕士は胡散臭く感じて呼び出していない。
ヒポグリフ
声 - 小倉大輔
番号VII、タイトルは戦車。神の戦馬である黒いグリフォン。
誇り高いため気難しく、乗られることを嫌がる。龍ですら「危ないから乗らない」と言うほどで、夕士では本から出したり呼び戻したり位しか制御出来ない。
アニメでは獣の要素がない巨鳥の姿。26話では夕士たちが時空の狭間に迷い込んだ際、例外的に彼らを乗せ元の時空へ戻った。
ホルスの眼
番号VIII、タイトルは正義。魔を看破する神の眼。
外観は宙に浮くバレーボール大の眼球で、ピンポン球並みに縮むことも可能（フール曰く、夕士の修行次第ではさらに縮められる）。見た映像を記憶・再生する能力もあるが、その外観ゆえ旅行撮影のビデオカメラ代わりに使うのは難あり。8巻で事件に巻き込まれた際は、現場の構造や犯人の内情を探る活躍をした。
コクマー
声 - 遊佐浩二
番号IX、タイトルは隠者。
ミネルヴァ女神に仕える知識のフクロウの眷属。だが耄碌していて、なかなか必要な知識を思い出してくれない。通称「ご隠居」。
ノルン
番号X、タイトルは運命の輪。「スクルド（声 - 釘宮理恵）」「ザンディ（声 - 田村睦心）」「ウルズ（声 - 沢城みゆき）」の3人の運命の女神姉妹。
占い、透視、類感魔術の能力を持つ。三人で力を合わせなければならないのに、いつもケンカしている。衣装選びは法螺吹きケット・シーの意見を参考にしているため、ギャル風やアニメコスプレなどズレたセンス。
ゴイエレメス
番号XI、タイトルは力。古代ローマ兵を象った石造りの魔人形。
力の総量は3トンで、1分間しか使えない。8巻では3分になった。
ケット・シー
声 - 櫻井孝宏
番号XII、タイトルは吊るされた男。
「長靴をはいた猫」で有名な猫王の一族の者。法螺吹き。やる気がない。
タナトス
番号XIII、タイトルは死神。死の大天使の眷属。
死相を読んで宣告するとのことだが、修行をしていないため不正確。
幽霊である（つまり既に死んでいる）クリに向かって「3日後に死ぬ」と言い放ち、周囲を白けさせた。
シレネー
声 - 恒松あゆみ
番号XIV、タイトルは節制。小鳥サイズの呪歌を歌う人面妖鳥。
歌が得意な精霊とのことで、新曲も覚えるがハミングでしか歌えない。美声ではあり、子守歌で快眠させる場面がある。
ケルベロス
声 - 芳野由奈
番号XV、タイトルは悪魔。地獄の人食い狼。
放電を起こしながら登場する。だがまだ仔犬で、フール曰く育つのには200年くらいかかる。
イタカ
番号XVI、タイトルは塔。雷の精霊。雷を一瞬だけ放つ。金色の光の帯が龍のように対象に襲いかかる。
アニメ25話では文化祭の千晶のステージにて、電飾を演出した。
サク
番号XVIII、タイトルは月。月の宮を守護するサソリ。
青い（アニメでは黄色い）電光と共に標的にとりつき、痺れさせて動けなくする。
イグニスファタス
番号XIX、タイトルは太陽。光の精霊。眩しい光で地縛霊を（一時的だが）追い払った。
アニメ26話では夕士たちが時空の狭間に迷い込んだ際、元の時空へ戻る道を照らし出した。
ブロンディーズ
番号XX、タイトルは審判。フール曰く「最後の審判で死者を呼び覚ます神鳴（かみなり）」。
破壊力ある大音響を起こし、夕士が窮地に立たされたときなどに役立っている。
最初は破壊が広範囲に及んでいたが、4巻で夕士の修行の結果、音を弾のように収束できるようになった。
アニメ25話では文化祭の千晶のステージにて、効果音を演出した。

## 用語

### 施設・企業・店など
寿荘（ことぶきそう）
主人公の暮らす賃貸住宅で、「妖怪アパート」と通称される、和洋折衷様式2階建ての大きな邸宅。
癖の強い人間たちに混ざって妖怪・幽霊の類いが暮らしている。作中の説明によると、鷹ノ台東駅から徒歩10分の場所にあり、主人公の部屋の構成は2畳の板間と6畳の和室で、南向き。トイレと風呂は共同だが、賄い付き。どういうわけか地下には温泉の岩風呂があり、その奥(?)には見上げるような高さの滝があり、空があり、見渡す限りの大空間が広がっていて、つまりは謎の世界とつながっている。
建物のモデルは、作者の出身地である和歌山県田辺市下屋敷町51に所在する旧長井邸。この邸宅は愛称を「赤別荘」といい、神戸の貿易商・長井家が、長男の通学のための別邸として1919年（大正8年）に建てた和洋折衷建築物である。1953年（昭和28年）ごろからは「赤別荘」の名で民宿として長い間活用されていた。昭和末期以降現在は長井家とは別の個人宅（丸山邸）となっている。
条東商業高校
夕士の通っている学校。女子生徒の割合が異常に高い。
学生寮があったのだが夕士が中学卒業の日に火災で全焼したことから、物語の幕が切って下される。
前田不動産有限会社
夕士が寿荘の紹介を受けた、小さな不動産屋（有限会社）。彼が学生寮にいたころは、寿荘への再入居を決意するまで何年も空き店舗であるかのように見えていた。
月野木病院
久賀秋音のアルバイト先。
人に限らず妖怪や幽霊などといった患者を多く受け入れている病院で、スタッフも人でないモノも多く居る。また、月見の際には一部の患者を連れて寿荘を訪れるなどの交流がある。
株式会社剣崎運輸
有士が夏休みにバイトに訪れた運送会社。有士は社長の剣崎護にたいへん気に入られ、シフトの無理を聞いてもらえるだけではなく、将来の就職まで口説かれている。職場の雰囲気もとてもよいが、「島津姉さん」と呼ばれる口煩い事務員がいる。

### 品物
魔道書
精霊あるいは妖魔を魔術で持って封じた魔法の本。その主人（ブックマスター）は封じ込まれた精霊あるいは妖魔を自由に使役できる。だが発揮される力は主人の力量次第であり、また使用の代償として主人の生命力を消耗するため、使いこなすには修行を要する。
小（プチ）ヒエロゾイコン
ヒエロゾイコンを真似て作られた魔道書。
大アルカナになぞらえて22組の式が封印されている。が、力量は正直微妙なところ。本の主人(この場合夕士)が成長することによりパワーアップする。作中では主に「プチ」と呼称。
本編最終巻で主である夕士の命を守るため全力を尽くし封印状態となったが、3年後の古本屋との旅行中に回復した。
七賢人の書（セブンセイジ）
古本屋の術具である魔道書。7人の魔道士の魔力が封じられている。
ヒエロゾイコン
小ヒエロゾイコンのモデルになった、78組の妖獣が封印された伝説の魔道書。
現物は本作ではなく『地獄堂霊界通信』に登場。

アムリタ
古本屋が微量だけ残ったビンを入手して来た、インド神話で不老不死の神薬とされる霊薬。
本作ではそこまではいかないものの、寿命を延ばしたり（最大800年。夕士たちが微量を舐めた際は推定7ヶ月）瀕死者の命をつないだりするなど、高い効能を持つ。効能を発揮するには「聖別された満月の光」を当てておく必要がある（作中では寿荘の月見の宴で供えた）。

### その他
霊能力者

## 既刊一覧

### 小説
- 講談社〈YA!ENTERTAINMENT〉
  - 妖怪アパートの幽雅な日常1 （2003年10月11日） ISBN 978-4-06-212066-1
  - 妖怪アパートの幽雅な日常2 （2004年3月11日） ISBN 978-4-06-212312-9
  - 妖怪アパートの幽雅な日常3 （2004年10月9日） ISBN 978-4-06-212587-1
  - 妖怪アパートの幽雅な日常4 （2005年8月23日） ISBN 978-4-06-269359-2
  - 妖怪アパートの幽雅な日常5 （2006年3月11日） ISBN 978-4-06-269364-6
  - 妖怪アパートの幽雅な日常6 （2007年3月10日） ISBN 978-4-06-269379-0
  - 妖怪アパートの幽雅な日常7 （2007年10月18日） ISBN 978-4-06-269388-2
  - 妖怪アパートの幽雅な日常8 （2008年1月11日） ISBN 978-4-06-269390-5
  - 妖怪アパートの幽雅な日常9 （2008年10月10日） ISBN 978-4-06-269402-5
  - 妖怪アパートの幽雅な日常10 （2009年3月11日） ISBN 978-4-06-269412-4
  - 妖怪アパートの幽雅な食卓 るり子さんのお料理日記 （2009年11月26日） ISBN 978-4-06-269426-1
  - 妖怪アパートの幽雅な人々 妖アパミニガイド （2012年1月26日） ISBN 978-4-06-269449-0
  - 妖怪アパートの幽雅な日常 ラスベガス外伝（2013年8月9日） ISBN 978-4-06-269473-5
- 講談社〈講談社文庫〉
  - 1 （2008年10月15日）ISBN 978-4-06-276169-7
  - 2 （2009年3月13日） ISBN 978-4-06-276299-1
  - 3 （2009年12月15日）ISBN 978-4-06-276532-9
  - 4 （2010年6月15日） ISBN 978-4-06-276673-9
  - 5 （2011年1月14日） ISBN 978-4-06-276856-6
  - 6 （2011年7月15日） ISBN 978-4-06-277004-0
  - 7 （2012年2月15日） ISBN 978-4-06-277196-2
  - 8  (2012年12月14日) ISBN 978-4-06-277430-7
  - 9 （2013年11月15日）ISBN 978-4-06-277700-1
  - 10 （2014年4月15日） ISBN 978-4-06-277824-4
  - るり子さんのお料理日記 （2015年12月15日） ISBN 978-4-06-293283-7
  - 妖アパミニガイド （2015年12月15日） ISBN 978-4-06-293286-8
  - ラスベガス外伝 （2017年5月16日） ISBN 978-4-06-293670-5

### 漫画
- 香月日輪（原作）・深山和香（漫画） 『妖怪アパートの幽雅な日常』 講談社〈シリウスKC〉、既刊31巻（2025年6月9日現在）
  1. 2011年11月9日発売[13] ISBN 978-4-06-376310-2
  2. 2012年5月9日発売[13] ISBN 978-4-06-376343-0
  3. 2012年11月9日発売[13] ISBN 978-4-06-376370-6
    - 特装版 ISBN 978-4-06-358407-3

  4. 2013年4月9日発売[13] ISBN 978-4-06-376394-2
    - 特装版 ISBN 978-4-06-358423-3

  5. 2013年11月8日発売[13] ISBN 978-4-06-376429-1
    - 特装版 ISBN 978-4-06-358448-6

  6. 2014年4月9日発売[13] ISBN 978-4-06-376457-4
    - 特装版 2014年4月7日発売 ISBN 978-4-06-358489-9

  7. 2014年11月7日発売[13] ISBN 978-4-06-376508-3
    - 特装版 ISBN 978-4-06-358709-8

  8. 2015年3月9日発売[13] ISBN 978-4-06-376527-4
    - 特装版 ISBN 978-4-06-362287-4

  9. 2015年7月9日発売[13] ISBN 978-4-06-376554-0
    - 特装版 ISBN 978-4-06-362296-6

  10. 2015年11月9日発売[13] ISBN 978-4-06-376581-6
    - 特装版 ISBN 978-4-06-362306-2

  11. 2016年4月8日発売[13] ISBN 978-4-06-390616-5
    - 特装版 ISBN 978-4-06-358799-9

  12. 2016年11月9日発売[13] ISBN 978-4-06-390661-5
    - 特装版 ISBN 978-4-06-358829-3

  13. 2017年4月7日発売[13] ISBN 978-4-06-390698-1
    - 特装版 ISBN 978-4-06-362348-2

  14. 2017年7月7日発売[13] ISBN 978-4-06-390719-3
    - 特装版 ISBN 978-4-06-362361-1

  15. 2017年11月9日発売[13] ISBN 978-4-06-510339-5
    - 特装版 ISBN 978-4-06-510467-5

  16. 2018年4月9日発売[13] ISBN 978-4-06-511173-4
    - 特装版 ISBN 978-4-06-511529-9

  17. 2018年11月9日発売[13] ISBN 978-4-06-513437-5
    - 特装版 ISBN 978-4-06-514074-1

  18. 2019年4月9日発売[13] ISBN 978-4-06-515051-1
    - 特装版 ISBN 978-4-06-515956-9

  19. 2019年11月8日発売[13] ISBN 978-4-06-517476-0
  20. 2020年4月9日発売[13] ISBN 978-4-06-519075-3
  21. 2020年11月9日発売[13] ISBN 978-4-06-521184-7
  22. 2021年4月8日発売[13] ISBN 978-4-06-522771-8
  23. 2021年7月8日発売[13] ISBN 978-4-06-523802-8
  24. 2022年1月7日発売[13] ISBN 978-4-06-525738-8
  25. 2022年7月7日発売[13] ISBN 978-4-06-528313-4
  26. 2023年3月9日発売[13] ISBN 978-4-06-530934-6
  27. 2023年9月8日発売[13] ISBN 978-4-06-533098-2
  28. 2024年1月9日発売[13] ISBN 978-4-06-534213-8
  29. 2024年7月9日発売[13] ISBN 978-4-06-535997-6
  30. 2024年11月8日発売[13] ISBN 978-4-06-537406-1
  31. 2025年6月9日発売[13] ISBN 978-4-06-539696-4

### ドラマCD
漫画単行本特装版に合わせての掲載誌付録。
- ドラマCD EXTRA（『月刊シリウス』2012年12月号）
- ドラマCD EXTRA PART2「今日も長谷がアパートにやってくる」（『月刊シリウス』2013年5月号、書き下ろし脚本）
- ドラマCD EXTRA PART3「古本屋が面白いものを持ってきた」（『月刊シリウス』2013年12月号、書き下ろし脚本）
- ドラマCD EXTRA PART4「ハッピーバースデイ」（『月刊シリウス』2014年5月号）

## テレビアニメ
2017年3月24日に漫画版のテレビアニメ化が発表され、同年7月より12月まで『あにめのめ』枠にて放送された。アニメーション制作は『ドラえもん』のシンエイ動画が担当している。

### スタッフ
- 原作 - 香月日輪、深山和香[16]
- 監督 - 橋本みつお[16]
- シリーズ構成 - 山田靖智[16]
- キャラクターデザイン - 島崎知美[16]
- 美術設定 - 坂本信人
- 美術監督 - 李凡善
- 色彩設計 - 大野嘉代子
- 撮影監督 - 末光忠男
- 編集 - 小峰博美
- 音響監督 - 明田川進[17]
- 音楽 - 小森茂生
- プロデューサー - 辰澤奈津子、廣川浩二、中山雅弘、脇谷浩司、田中剛史、鈴木寿広、大和田智之、宮田昌広
- アニメーションプロデューサー - 三浦俊一郎
- 企画協力 - トムス・エンタテインメント
- 制作協力 - SynergySP
- アニメーション制作 - シンエイ動画[16]
- 製作 - 香月日輪・深山和香・講談社 / 妖アパ住人組合

### 主題歌
「Good Night Mare」
第1クールオープニングテーマ。作詞・作曲・歌はロザリーナ、編曲は渡辺拓也。第26話では挿入歌として使用。
「始まりのカレッジ」
第2クールオープニングテーマ。作詞・作曲は池波晏寿、編曲は有木竜郎、歌はWi-Fi-5。
「日常識Broken down」
第1クールおよび第26話のエンディングテーマ。作詞・作曲はQ-MHz、編曲はQ-MHz、eba、歌は稲葉夕士（阿部敦）と長谷泉貴（中村悠一）。
「音色」
第2クールエンディングテーマ。作詞・作曲・歌はロザリーナ、編曲は渡辺拓也。第26話では挿入歌として使用。

### 各話リスト
| 話数     | サブタイトル                     | 脚本           | 絵コンテ   | 演出     | 作画監督                                                      | 総作画監督        |
| -------- | -------------------------------- | -------------- | ---------- | -------- | ------------------------------------------------------------- | ----------------- |
| 第(1)怪  | 夕士と寿荘                       | やまだやすのり | 橋本みつお | 藤本義孝 | 今野幸一 小丸敏之                                             | 島崎知美          |
| 第(2)怪  | 妖怪アパートの住人たち           | やまだやすのり | 緒方隆秀   | 緒方隆秀 | 田辺謙司                                                      | 田辺謙司          |
| 第(3)怪  | クリとシロ                       | やまだやすのり | 羽鳥潤     | 関田修   | 渡辺まゆみ 大川美穂子                                         | 渡辺まゆみ 反町司 |
| 第(4)怪  | こっち側                         | やまだやすのり | 緒方隆秀   | 緒方隆秀 | 加藤茂                                                        | 島崎知美 小丸敏之 |
| 第(5)怪  | ただいまと言える場所             | やまだやすのり | 佐藤みほ   | 鈴木孝聡 | 今野幸一 吉田肇                                               | 渡辺まゆみ 反町司 |
| 第(6)怪  | プチ・ヒエロゾイコン             | 植竹須美男     | 緒方隆秀   | 緒方隆秀 | 加藤茂 小峰正頼 有働弥生                                      | 島崎知美 小丸敏之 |
| 第(7)怪  | 修行中です！                     | 植竹須美男     | 羽鳥潤     | 藤本義孝 | 渡辺まゆみ 大川美穂子 小丸敏之                                | 渡辺まゆみ 反町司 |
| 第(8)怪  | ブックマスター                   | 鴻野貴光       | 緒方隆秀   | 緒方隆秀 | 田辺謙司                                                      | 田辺謙司          |
| 第(9)怪  | 新学期                           | やまだやすのり | 西田健一   | 西田健一 | 堀江佑                                                        | 渡辺まゆみ 反町司 |
| 第(10)怪 | 学校の怪談？                     | 鴻野貴光       | 羽鳥潤     | 関田修   | 小丸敏之 今野幸一                                             | 島崎知美 小丸敏之 |
| 第(11)怪 | 最悪の出会い                     | 植竹須美男     | 緒方隆秀   | 緒方隆秀 | 加藤茂                                                        | 渡辺まゆみ 反町司 |
| 第(12)怪 | 俺は未来へ行く                   | やまだやすのり | 藤本義孝   | 鈴木孝聡 | 大川美穂子 三橋美枝子 萩原祥子 吉田肇                         | 小丸敏之 島崎知美 |
| 第(13)怪 | メタモルフォーゼ                 | 鴻野貴光       | 緒方隆秀   | 緒方隆秀 | 加藤茂、加藤愛 有働弥生                                       | 渡辺まゆみ 反町司 |
| 第(14)怪 | 妖怪アパートの夜はふけて         | 植竹須美男     | 羽鳥潤     | 藤本義孝 | 小丸敏之 今野幸一                                             | 島崎知美 小丸敏之 |
| 第(15)怪 | 新任教師登場                     | やまだやすのり | 緒方隆秀   | 緒方隆秀 | 田辺謙司                                                      | 渡辺まゆみ 反町司 |
| 第(16)怪 | 十五夜お月様見て跳ねる           | 植竹須美男     | 藤本義孝   | 関田修   | 渡辺まゆみ 大川美穂子                                         | 渡辺まゆみ 反町司 |
| 第(17)怪 | 地獄への道は善意で舗装されている | やまだやすのり | 緒方隆秀   | 緒方隆秀 | 加藤茂 加藤愛 有働弥生                                        | 島崎知美 小丸敏之 |
| 第(18)怪 | 身体の底から出る言葉             | 鴻野貴光       | 鈴木孝聡   | 鈴木孝聡 | 今野幸一 吉田肇 反町司                                        | 渡辺まゆみ 反町司 |
| 第(19)怪 | レッツ・コミュニケーション       | 鴻野貴光       | 緒方隆秀   | 藤本義孝 | 成田美枝子 萩原しょう子 山内東生雄 大川美穂子 今野幸一 輿石暁 | 島崎知美 小丸敏之 |
| 第(20)怪 | メッキの中身                     | やまだやすのり | 羽鳥潤     | 藤本義孝 | 渡辺まゆみ 大川美穂子                                         | 渡辺まゆみ 反町司 |
| 第(21)怪 | 漫画じゃない！                   | 植竹須美男     | 緒方隆秀   | 緒方隆秀 | 加藤茂 加藤愛 有働弥生                                        | 島崎知美 小丸敏之 |
| 第(22)怪 | 燃える生徒総会！                 | 植竹須美男     | 藤本義孝   | 関田修   | 小丸敏之 今野幸一                                             | 島崎知美 小丸敏之 |
| 第(23)怪 | 別の顔、好き？嫌い？             | 鴻野貴光       | 緒方隆秀   | 緒方隆秀 | 加藤茂 加藤愛 有働弥生                                        | 島崎知美 小丸敏之 |
| 第(24)怪 | 嵐の前の嵐                       | やまだやすのり | 鈴木孝聡   | 鈴木孝聡 | 大川美穂子 吉田肇                                             | 島崎知美 小丸敏之 |
| 第(25)怪 | 大嵐吹き荒れて                   | 鴻野貴光       | 緒方隆秀   | 緒方隆秀 | 加藤茂 田辺謙司 加藤愛 有働弥生                               | 渡辺まゆみ 反町司 |
| 第(26)怪 | 妖怪アパートの幽雅な日常         | やまだやすのり | 橋本みつお | 藤本義孝 | 小丸敏之 今野幸一                                             | 島崎知美 小丸敏之 |

### 放送局
| 放送期間                | 放送時間                     | 放送局     | 対象地域   | 備考                                        |
| ----------------------- | ---------------------------- | ---------- | ---------- | ------------------------------------------- |
| 2017年7月3日 - 12月25日 | 月曜 23:00 - 23:30           | TOKYO MX   | 東京都     |                                             |
| 2017年7月4日 - 12月26日 | 火曜 1:59 - 2:32（月曜深夜） | 読売テレビ | 近畿広域圏 | 『MANPA』第1部 / 原作者の出身地（和歌山県） |
| 2017年7月5日 - 12月27日 | 水曜 1:30 - 2:00（火曜深夜） | BS11       | 日本全域   | 製作参加 / BS放送 / 『ANIME+』枠            |

| 配信開始日   | 配信時間           | 配信サイト |
| ------------ | ------------------ | --- |
| 2017年7月5日 | 水曜 12:00 更新    | dアニメストア dTV Netflix J:COMオンデマンド ビデオパス みるプラス ひかりTV フジテレビオンデマンド U-NEXT アニメ放題 Amazonビデオ ニコニコチャンネル 楽天ショウタイム バンダイチャンネル Google Play TSUTAYA TV ビデオマーケット HAPPY!動画 GYAO! |
|              | 水曜 20:00 - 20:30 | AbemaTV |

### BD / DVD
| 巻 | 発売日         | 収録話          | 規格品番  | 規格品番  |
| 巻 | 発売日         | 収録話          | BD        | DVD       |
| -- | -------------- | --------------- | --------- | --------- |
| 1  | 2017年12月16日 | 第1話 - 第7話   | OED-10382 | OED-10386 |
| 2  | 2018年2月16日  | 第8話 - 第13話  | OED-10383 | OED-10387 |
| 3  | 2018年4月17日  | 第14話 - 第20話 | OED-10384 | OED-10388 |
| 4  | 2018年6月16日  | 第21話 - 第26話 | OED-10385 | OED-10389 |

## 舞台
2019年1月11日から1月27日にかけて、紀伊國屋サザンシアター TAKASHIMAYAにて上演された。

### スタッフ（舞台）
- 原作 - 香月日輪
- 漫画 - 深山和香
- 脚本 - 谷碧仁
- 演出 - 元吉庸泰
- 振付・ステージング - 三井聡
- 主催 - 舞台「妖アパ」製作委員会（パルコ、サンライズプロモーション大阪）